# Notogomphus maathaiae
Notogomphus maathaiae é uma espécie de libelinha da família Gomphidae.
É endémica do Quénia.
Os seus habitats naturais são: florestas subtropicais ou tropicais húmidas de baixa altitude e rios.